# Туохи, Лиам
Лиа́м Ту́охи (англ. Liam Tuohy; 27 апреля 1933, Дублин — 13 августа 2016) — ирландский футболист и футбольный тренер.

## Биография

### Клубная карьера
В течение девяти сезонов Туохи играл за «Шемрок Роверс», в составе которого выиграл 3 чемпионских титула, 2 Кубка Ирландии и 4 Щита Лиги Ирландии. В мае 1960 года Туохи перешёл в английский клуб «Ньюкасл Юнайтед»; сумма трансфера составила 9500 фунтов стерлингов. За «сорок» Туохи играл в течение трёх сезонов, сыграв во всех турнирах 42 матча и забил 9 голов.
В 1963 году вернулся в «Шемрок Роверс», в котором был также играющим тренером. За эти годы «Роверс» завоевали 5 Кубков Ирландии и в 1969 году Туохи завершил игровую карьеру.

### Карьера в сборной
За сборную Ирландии сыграл 8 матчей и забил 4 гола.

### Тренерская карьера
С 1964 по 1969 год Туохи совмещал игровую и тренерскую карьеру в «Шемрок Роверс», выиграв с командой множество трофеев. В 1969 году стал главным тренером «Дандолка» — клуб в то время испытывал финансовые трудности, будучи в огромных долгах. Несмотря на это, Туохи успешно тренировал эту команду и за счёт местных воспитанников выигрывал титулы.
В 1971 году возглавил сборную Ирландии, с которой проработал в течение двух лет. Затем он в качестве главного тренера возглавлял «Шемрок Роверс» и «Шелбурн». Последним его местом работы была молодёжная сборная Ирландии, которую он вывел на чемпионат мира среди молодёжных сборных 1985 года.

### Смерть
Скончался 13 августа 2013 года в возрасте 83 лет.

## Достижения

### Как игрок
«Шемрок Роверс»
- Чемпион Ирландии (4): 1953/54, 1956/57, 1958/59, 1963/64
- Обладатель Кубок Ирландии (8): 1954/55, 1955/56, 1963/64, 1964/65, 1965/66, 1966/67, 1967/68, 1968/69
- Обладатель Щита Лиги Ирландии[англ.] (8): 1954/55, 1955/56, 1956/57, 1957/58, 1963/64, 1964/65, 1965/66, 1967/68

### Как тренер
«Дандолк»
- Обладатель Щита Лиги Ирландии[англ.] (1): 1972